# ماسومیتسو یاسونوسوکه
ماسومیتسو یاسونوسوکه (به ژاپنی: 益満 休之助 ますみつ きゅうのすけ)، تولد ۱۸۴۱ - مرگ ۱۸۶۸، در دوره باکوماتسو ملازم ارشد قلمرو ساتسوما بود.

## حادثه آتش‌زدن عمارت اربابی قلمرو ساتسوما در ادو
در پایان سال ۱۸۶۷، او به همراه ایموتا شوهی و دیگران در یک مأموریت مخفی از سایگو تاکاموری به ادو رفت و در اقامتگاه ادو ساتسوما مستقر شد و حدود ۵۰۰ رونین از جمله ناکامورا یوکیچی و ساگارا سوزو را گرد هم آورد و عمداً در شهر ادو هرج و مرج ایجاد کرد (حادثه آتش‌سوزی اقامتگاه ادو ساتسوما). هدف او مختل کردن اداره شوگون‌سالاری، تشویق آنها به تشکیل ارتش و مختل کردن منطقه کانتو با محوریت ادو بود، در نتیجه نارضایتی مردم را برانگیخت، توجیهی برای آرمان سوننو جوی به دست آورد و از آن به عنوان فرصتی برای تحقق یک دولت جدید استفاده کرد.
طبق برنامه، ارتش شوگون‌سالاری، عمدتاً متشکل از ارتش قبیله شونای، که به عنوان مدیر ادو خدمت می‌کردند، به اقامتگاه ادو ساتسوما حمله کرد و خبر به قلعه اوساکا رسید و قبایل آیزو و کووانا را تحریک کرد و نبرد توبا-فوشیمی آغاز شد. بعداً، درست قبل از اینکه توسط شوگون‌سالاری دستگیر و اعدام شود، توسط کاتسو کایشو خریداری و زندانی شد.
در مارس ۱۸۶۸، در جریان حمله عمومی نیروهای دولتی جدید به ادو، کاتسو کایشو به او دستور داد تا فرستاده شوگون‌سالاری، یامائوکا تشو، را تا دفتر فرمانداری سوروگا همراهی کند، جایی که او با موفقیت با سایگو تاکاموری ملاقات کرد. طبق گزارش‌ها، در طول نبرد اوئنو در ماه مه همان سال، او مورد اصابت یک گلوله سرگردان قرار گرفت و در یک بیمارستان صحرایی در یوکوهاما درگذشت. او ۲۸ سال داشت.